# Municipio Cajeme
Koordinaten: 27° 30′ N, 109° 54′ W
Das Municipio Cajeme ist ein Verwaltungsbezirk im südlichen Teil des mexikanischen Bundesstaats Sonora. Der Bezirk wurde nach José María Leyva Cajeme benannt, einem ehemaligen Führer der Yaqui. Hauptort ist Ciudad Obregón. Das Municipio hat laut Zensus eine Bevölkerung von 409.310 Personen, seine Fläche beläuft sich auf 4884 km².

## Geographie
Das Municipio Cajeme liegt auf Höhen bis zu 1100 m je zu etwa einem Drittel in den physiographischen Provinzen der Sierra Madre Occidental, der pazifischen Küstenebenen und dem Flachland von Sonora. Nahezu das gesamte Municipio entwässert über den Río Yaqui.
Cajeme grenzt an die Municipios Guaymas, Suaqui Grande, Onavas, Rosario de Tesopaco, Quiriego, Navojoa, Etchojoa, Benito Juárez und Bácum sowie im Süden an den Golf von Kalifornien.

## Geschichte

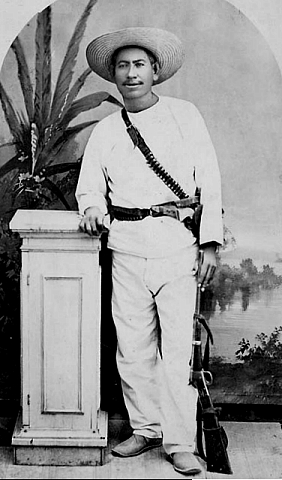
Der Yaqui-Führer Cajeme um 1887

In der Region lebten von ungefähr 1100 bis 1533 die Yaqui. Diego de Guzmán kam 1533 mit der spanischen Armee in die Region, um sie zu erobern, doch die Yaqui siegten. Die ersten europäischen Einwohner kamen nach Plano Oriente, um beim Bewässerungssystem für die Firma Richardson zu arbeiten. Der Zug Sudpacífico tangierte die Stadt Cajeme. Am 28. Juli 1928 wurde Ciudad Obregón, das bis dahin Cajeme hieß, zum Hauptort erklärt. 

## Orte und Bevölkerung
Laut Zensus 2010 umfasst das Municipio 982 bewohnte localidades, davon wurden acht als urban klassifiziert. Drei Orte hatten über 10.000, weitere vierzehn zumindest 1000 Einwohner. Die größten Orte sind:
| Ort             | Einwohner |
| Ciudad Obregón  | 298.625   |
| Esperanza       | 038.969   |
| Pueblo Yaqui    | 014.234   |
| Marte R. Gómez  | 008.700   |
| Cócorit         | 007.752   |
| Providencia     | 004.501   |
| Quetchehueca    | 003.001   |
| Cuauhtémoc      | 002.629   |
| Antonio Rosales | 002.287   |
| Allende         | 001.810   |
| Estación Corral | 001.788   |

Von den 2010 gezählten 409.310 Einwohnern waren 206.610 Frauen (50,48 %); die Gesamtbevölkerung lebte in insgesamt 111.543 bewohnten Wohneinheiten. 2607 Personen über 5 Jahren waren Sprecher indigener Sprachen. 10.004 Personen lebten in extremer Armut.